# Esteban Vigo Benítez
Esteban Vigo Benítez (Vélez-Málaga, 17 de gener 1955), conegut com a Esteban, és un exfutbolista espanyol, i actual entrenador de futbol.
Com a futbolista destacà al FC Barcelona on romangué durant deu temporades, guanyant amb el club la lliga de l'any 1985, la Recopa d'Europa de l'any 1982 i tres Copes del Rei. Amb la selecció espanyola disputà els Jocs Olímpics d'Estiu de 1976 a més de tres partits absoluts l'any 1981. Com a entrenador dirigí la UE Lleida, a més de clubs com el Dinamo Bucureşti o el Xerez CD.

## Palmarès
FC Barcelona
- Lliga espanyola de futbol masculina: 1
  - 1985
- Copa espanyola de futbol masculina: 3
  - 1978, 1981, 1983
- Recopa d'Europa de futbol: 1
  - 1982[1][2]
- Supercopa espanyola de futbol: 1
  - 1983
- Copa de la Lliga espanyola de futbol: 2
  - 1982, 1986

CD Málaga
- Segona Divisió espanyola: 1
  - 1987-88